# Lingua mangareva
Il mangareva (in francese, mangarévien o autonimo, reo mangareva) è una lingua polinesiana parlata nelle isole Gambier in Polinesia francese da 460 locutori.